# Dominik Mikołaj Radziwiłł
Dominik Mikołaj Radziwiłł herbu Trąby (ur. 1643, zm. 27 lipca 1697 w Warszawie) – książę, marszałek Trybunału Głównego Wielkiego Księstwa Litewskiego w 1685 roku, podskarbi nadworny litewski od 1676, od 1681 podkanclerzy litewski, od 1690 kanclerz wielki litewski.
Był ordynatem na Klecku i starostą: Lidy, Pińska, Tucholi, Radomia i Gniewu.
Syn Aleksandra Ludwika. Ojciec m.in. Jana Mikołaja i Mikołaja Faustyna.
Poseł sejmiku nowogródzkiego na sejm 1681 roku.
Był elektorem Michała Korybuta Wiśniowieckiego z województwa brzeskolitewskiego w 1669 roku.
Po zerwanym sejmie konwokacyjnym 1696 roku przystąpił 28 września 1696 roku do konfederacji generalnej. 5 lipca 1697 roku podpisał w Warszawie obwieszczenie do poparcia wolnej elekcji, które zwoływało szlachtę na zjazd w obronie naruszonych praw Rzeczypospolitej.